# Chanbria rectus
Chanbria rectus är en spindeldjursart som beskrevs av Muma 1962. Chanbria rectus ingår i släktet Chanbria och familjen Eremobatidae. Inga underarter finns listade i Catalogue of Life.